# RadX-8
RadX-8 is een computerspel dat werd ontwikkeld door Cees Kramer van Radarsoft. Het spel kwam in 1987 uit voor de MSX 2-computer. Het spel is van het type vertical shooter. De speler bestuurt een vliegtuig en moet zo veel mogelijk tegenstanders vernietigen. Het spelaanzicht is van boven. Na tien levels begint het spel weer opnieuw met dezelfde tegenstanders uit level 1.